# Front Democràtic per a l'Alliberament de Palestina
El Front Democràtic per l'Alliberament de Palestina (FDAP) (àrab: الجبهة الديموقراطية لتحرير فلسطين, al-Jabha ad-Dīmuqrāṭiyya li-Taḥrīr Filasṭīn; anglès: Democratic Front for the Liberation of Palestine) és una organització política i militar marxista-leninista-maoista palestina. El front va ser creat l'any 1969 per Nayef Hawatmeh, un dissident del Front Popular per a l'Alliberament de Palestina. És membre de l'Organització per a l'Alliberament de Palestina (OLP).

## Inicis
Hawatmeh creia que el Front Popular per a l'Alliberament de Palestina i el seu secretari general, el Dr. George Habash, no posaven suficient énfasís en els fonaments teòrics i analítics marxistes. Prèviament, en 1968, una altra facció fundada per Ahmad Jibril i denominada Front Popular per a l'Alliberament de Palestina-Comando General havia trencat amb Habash. Aquest un altre grup sostenia, per contra, que el FPLP era massa intel·lectual i que els militants autèntics havien de prendre la iniciativa de combatre contra Israel amb accions i no solament paraules. La sortida de Hawatmeh va ser la consumació de la ruptura de les ales esquerra i dreta del Front Popular per a l'Alliberament de Palestina. Fins a l'any 1974, el FDLP es va denominar Front Popular Democràtic per a l'Alliberament de Palestina, eliminant aquest any l'adjectiu "popular" per evitar confusions.

## Ideologia

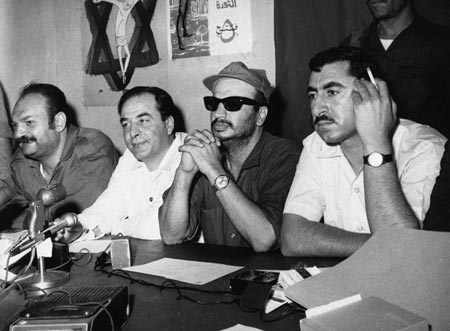
Jordània, 1971. Roda de premsa de l'Organització per a l'Alliberament de Palestina. En la fotografia Hawatmeh està a la dreta, fumant, al costat de Iàssir Arafat.

Encara que va tenir relacions excel·lents amb la Unió Soviètica, principal suport del FPLP i d'altres grups radicals de tot el món, la ideologia de Hawatmeh responia més als ensenyaments de Mao Zedong: formar un grup de camperols adoctrinats que conduïssin al poble palestí d'una societat feudal a una comunista. En contrast, George Habash creia que el caràcter de la revolució socialista no canviaria la naturalesa dels palestins, i que calia ser més sensible a les tradicions àrabs. En els anys 1970 i 80, el FDLP va rebre armament i diners de la URSS i de la República Popular Xina, a pesar que ambdues potències eren rivals estratègiques. Hawatmeh va mantenir també excel·lents relacions amb l'Alemanya Oriental i amb Corea del Nord.

### Posició respecte als jueus
El FDLP creia que l'arribada dels jueus a Palestina, el sionisme i l'Estat d'Israel eren conseqüències del colonialisme occidental. Hawatmeh i Habash afirmaven que el sionisme és una extensió de l'opressió capitalista. Després del triomf palestí els jueus es convertirien en ciutadans palestins tant com els àrabs. No obstant això, el FDLP també ha fet declaracions ocasionals afirmant que expulsaria als jueus en cas de derrotar a Israel o, en altres ocasions, que expulsarien als jueus europeus, els asquenazites. Les declaracions de suport a un Estat binacional han estat predominants, no obstant això, i els seus dirigents sempre han manifestat que la seva lluita és contra el sionisme i no contra el poble jueu. Això no ha impedit que, igual que altres grups palestins, el FDLP hagi estat acusat per les organitzacions jueves de ser un grup antisemita.
Segons el seu missatge oficial, el FPLP voldria "crear una Palestina popular i democràtica, on àrabs i jueus podran viure sense discriminació, un Estat sense classes ni opressió nacional, un estat en el qual es deixi a jueus i àrabs desenvolupar la seva pròpia cultura nacional".

### Hawatmeh i el Panarabisme
El FPLP era un grup panarabista que creia tant en el socialisme marxista com en la unitat àrab. Hawatmeh no s'oposava al panarabisme, però va fer menor èmfasi en ell a causa que mancava d'una àmplia xarxa de contactes entre els radicals d'altres països àrabs. Va donar major importància a l'ús de la retòrica marxista i les condemnes al món occidental.

## Estratègia
A diferència d'altres grups, com el FPLP i FPLP-CG, el FDLP no atemptava contra objectius israelians en l'exterior, tals com a avions comercials i ambaixades. Hawatmeh creia que els objectius legítims estaven dins d'Israel. En 1974 terroristes del FDLP van travessar la frontera entre Líban i Israel i van assaltar l'escola superior de la localitat septentrional de Dt.'alot, assassinant a 26 persones, entre elles vint-i-un alumnes de secundària, en un episodi conegut com la massacre de Dt.'alot.
En 1974 Yasser Arafat, President de l'Organització per a l'Alliberament Palestí, va proclamar el Programa dels Deu Punts, la seva proposta de lluita en fases contra Israel. Hawatmeh, a diferència dels altres grups radicals, va donar suport a la resolucíon que Arafat va presentar davant l'Assemblea General de l'ONU. Durant la Guerra Civil Libanesa, el FDLP va intentar no prendre partit entre Fatah i Síria, però en 1978 es va aliar amb els sirians. En 1983, en un conflicte similar, Hawatmeh va voler negociar una solució entre Arafat i la facció pro-siriana Fatah-Intifada del Coronel Sa'aneu Muragha, però va fracassar, donant començament així la Guerra dels Campaments.

## Dècada de 1980
Durant la presidència de Ronald Reagan els països comunistes que recolzaven al FDLP, com Xina i la URSS, van tallar la seva assistència a grups qualificats com a terroristes. Els líders comunistes, en particular Mijaíl Gorbatxov i Deng Xiaoping, van decidir no provocar als estats europeus i EUA per mantenir el comerç amb Occident. El FDLP, més petit que Fatah i el FPLP, depenia més d'aquesta ajuda externa i va acusar la seva pèrdua.
Durant la primera Intifada, lliurada als pobles i ciutats àrabs de Cisjordània i la Franja de Gaza entre petits grups palestins de resistència i la polícia i exèrcit israelians, el FDLP va sofrir més desercions. Fatah, el FPLP i els grups islàmics Hamás i la Yihad Islàmica tenien gran suport dins dels territoris ocupats, mentre que el FDLP mancava de presència en ells. D'aquesta forma, el suport a Hamas i Fatah creixia mentre que el del FDLP disminuïa. En 1991 el FDLP es va veure encara més minvat quan el sector més moderat, dirigit per Yasser Abed Rabbo, es va escindir per donar suport a la Conferència de Pau de Madrid. El nou grup, l'Assemblea Democràtica Palestina (FIDA), va néixer sense tenir un ala militar i va ser un dels primeres grups palestins a exhortar a negociar amb Israel. No va arribar a obtenir suports perquè en 1993 l'OLP i Israel van signar els Acords d'Oslo.

## Des d'Oslo
Hawatmeh es va oposar als acords i posteriors negociacions a Washington, D.C, i per això no va tornar a Palestina quan es va constituir l'Autoritat Nacional Palestina. Hawatmeh només acceptava un acord bilateral i definitiu amb Israel, i no negociacions en fases com es venia fent des d'Oslo. El FDLP tenia suports interns a les ciutats de l'ANP, però molt menors que els de Hamàs, Fatah i el FPLP. El major suport al FDLP encara està entre la població palestina refugiada en el Líban i a Síria.
Hawatmeh i l'Aliança de Forces Palestines, el nou nom del Front del Rebuig, van declarar que el procés dels acords no era democràtic i negava drets essencials per als palestins, com el dret de tornada a Palestina. No obstant això, en 1999 el FDLP i FPLP van acordar amb Arafat i l'ANP cooperar en el procés de negociacions entre l'OLP i Israel.

## Força electoral
El FDLP sempre va mantenir un seient en el Consell Executiu de l'OLP i en el Consell Legislatiu Palestí (CLP), encara que mai va poder obtenir un percentatge important de vots. En les eleccions presidencials de l'ANP de 2005, el seu candidat, Taysir Khalid, va aconseguir només un 3,5% dels vots. En les eleccions per al Consell Legislatiu i després de fracassar una negociació amb el FPLP, el FDLP es va aliar amb el Partit Popular Palestí i la FIDA en una coalició denominada Al Badeel («L'Alternativa»). L'aliança va obtenir 2 seients dels 122 del Consell. Al Badeel no va formar part del govern de Ismail Haniyeh. El FPLP encara és més gran que el FDLP, aconseguint en les últimes eleccions 14.000 vots més que Al Badeel.

## Institucions
El FDLP manté seccions a Jordània, Síria, Líban, i els territoris palestins. Naif Hawatmeh, secretari general del grup, viu a Damasc, la capital siriana, i el cap del grup al territori de l'ANP és Qais Abd al-Karim. El periòdic del grup es diu Al-Hourriah. La secció jordana del FDLP va canviar el seu nom pel de Partit Popular Democràtic Jordà.

## Resultats electorals

### Consell Legislatiu
| Any  | Líder             | Vots               | %                  | Escons  | +/– | Pos. |
| ---- | ----------------- | ------------------ | ------------------ | ------- | --- | ---- |
| 2006 | Qais Abd al-Karim | Dins L'Alternativa | Dins L'Alternativa | 0 / 132 | -   | 4t   |

### Eleccions presidencials
| Any  | Candidat      | Vots   | %           | Resultat |
| ---- | ------------- | ------ | ----------- | -------- |
| 1996 | Samiha Khalil | 72,887 | 10,18 / 100 | Derrota  |
| 2005 | Taysir Khalid | 26,848 | 3,61 / 100  | Derrota  |